# 千坂景親
千坂景親（日语：／ Chisaka Kagechika，1536年（天文5年）—1606年5月30日（慶長11年4月24日）），是日本戰國時代、江戶時代初期上杉家的重臣。又稱對馬守。其子為千坂高治。因千坂氏的遠祖是藤原氏，故正式姓名為藤原景親。
千坂氏為藤原氏北家的分系—犬懸上杉氏。上杉朝宗之孫上杉高春在越後國沼垂郡女堂村成為豪族後開始改用千坂一姓。世代為扇谷上杉家的四大家老之一族、上杉謙信繼承上杉家和關東管領職位後，景親成了謙信的重臣。
景親被封與蒲原郡的領地，並被任為親衛隊的一員、但因為謙信本陣在戰場上從未遭遇過敵軍攻入，因此景親一直沒有出手的機會，所以與其他重臣相比，在謙信出戰的記錄中，幾乎看不到景親的身影。謙信逝世後，他繼續仕奉上杉景勝。
1598年受封會津大沼郡5500石。關原之戰後擔任與德川家間的外交折衝。1603年成為米澤藩的第一代駐江戶家老。1606年以71歲之齡去世。
赤穗義士攻入吉良上野介宅邸前，擔任上杉家駐江戶家老職務的千坂高房（千坂兵部）即是千坂景親的孫子。

## 相關人物
- 那須與一